# 葉一堅
葉一堅（1951年—），生於英屬香港新界粉嶺，畢業於台灣的國立政治大學，前任壹傳媒董事會主席，曾任香港《蘋果日報》社長、台灣蘋果日報行政總裁、壹傳媒平面媒體暨印刷行政總裁，被黎智英視為左右手。

## 生平
葉一堅曾於香港多份報章任職，包括《蘋果日報》香港主要競爭對手《東方日報》；1990年代被黎智英挖角加入壹傳媒。
2003年，壹傳媒發行台灣版《蘋果日報》，葉一堅任行政總監。
2014年12月11日，香港佔中行動，香港警方對金鐘佔領區進行清場，黎智英加入抗議行列，遭警方逮捕。黎智英辭任香港《蘋果日報》社長一職，由葉一堅接任。
2016年6月8日，葉一堅辭任壹傳媒印刷媒體行政總裁及香港《蘋果日報》社長等所有行政職位，但獲重新任命為壹傳媒非執行主席、以及台灣業務為主的「蘋果日報出版」非執行主席。
2020年12月29日，在黎智英涉嫌欺詐及違反《港區國安法》被捕後，壹傳媒公布現任非執行董事葉一堅已獲委任為董事會主席。